# Aeroportul Internațional Kaohsiung
Aeroportul Internațional Kaohsiung (IATA: KHH, ICAO: RCKH) este un aeroport din 小港區⁠(d), Kaohsiung, Taiwan ce deservește zona Kaohsiung. Aeroportul a fost tranzitat în 2021 de 836.594 de pasageri. A fost deschis în 1938 și numit după zona deservită.
Situat la o altitudine de 9 m, aeroportul dispune de 1 pistă. Este operat de Civil Aeronautics Administration⁠(d).

## Infrastructură

### Piste
Aeroportul dispune de o singură pistă. Pista 09/27 are suprafața de Bitum și dimensiunile 3.150 m × 60 m. 